# Топка

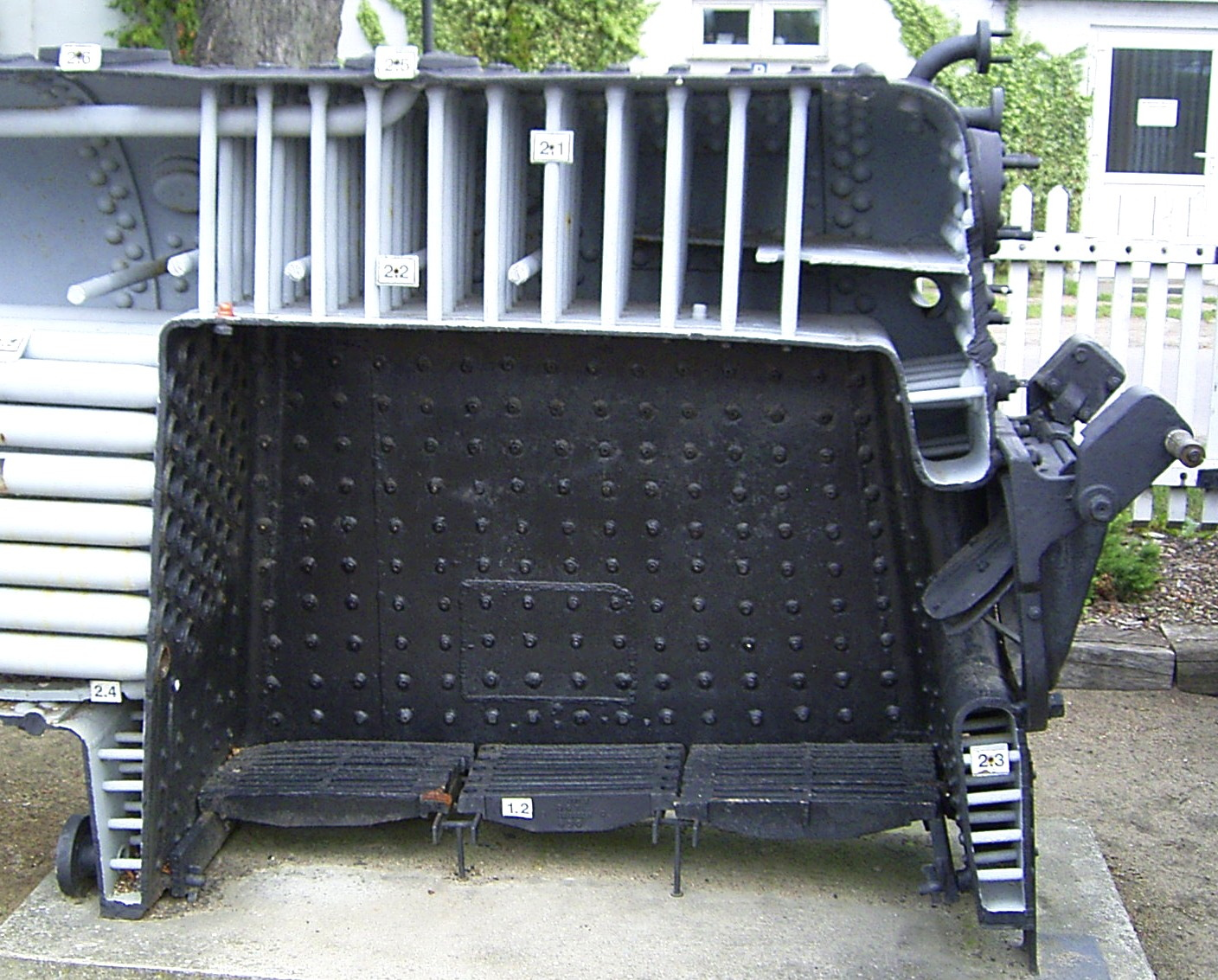
Разрез паровозной топки

То́пка, топливник — устройство для сжигания органического топлива с целью получения высоконагретых дымовых газов. Полученная тепловая энергия либо преобразуется в электрическую или механическую энергию, либо используется для технологических и других целей.

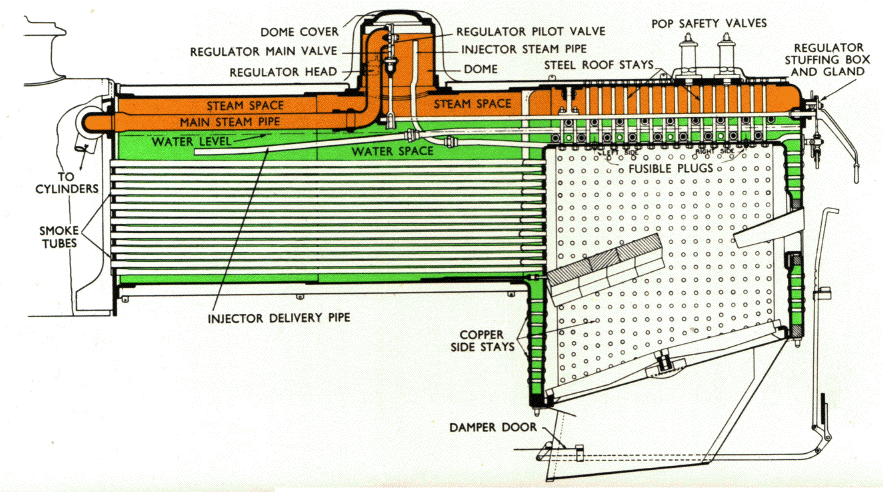
Схема паровозной топки

Топка (камера сгорания) может иметь различные размеры и форму. Эти параметры задаются инженерами-теплотехниками. Главными характеристиками камеры сгорания являются объём, тепловая мощность и состав продуктов сгорания (в том числе доля механического и химического недожога, снижающих КПД топки, и доля вредных веществ).
Фронтом (передней стенкой) топки называется сторона, где расположена загрузочная дверца и/или горелки; у некоторых топок два фронта друг напротив друга. В противоположной стенке (задней) обычно находится отверстие для выхода продуктов сгорания (в энергетических котлах называемое выходное окно); иногда газы удаляются в другом направлении, например, в потолок.
Существуют закрытые и открытые топки. Они могут располагаться в печи, на паровозе или в стационарном котле.

Технологии сжигания органических топлив

## Типы топок

### Слоевые топки
Слоевая топка — топка, в которой горение твёрдого топлива, загруженного слоем (обычно на колосниковую решётку), происходит в струе воздуха, пронизывающего этот слой (обычно, но не всегда, снизу вверх). Исторически это первый тип сжигания топлива, ведущий происхождение от первобытного костра. Топливо может загружаться вручную, через дверцу, или механически, из бункера (часто с помощью забрасывателей). Для помещения в бункер топливу придаётся нужная крупность измельчением на дробилках (не мельницах), либо, наоборот, формированием пеллет (см. Пеллетный котёл). С точки зрения устройства решётки и характера движения по ней топлива топки могут быть следующих разновидностей:
- С неподвижной колосниковой решёткой и неподвижным слоем топлива (в том числе если отдельные колосники могут поворачиваться или решётка встряхивается) — для небольших котлов (до 1—2 т/ч пара).
- Со слоем топлива, движущимся по неподвижной решётке под действием гравитации (напр. по наклонной решётке) или шурующей планки. В шахтных топках топливо поступает по мере выгорания из загрузочной горловины, где оно подсушивается и разогревается с частичным выходом летучих[4].
- С цепной решёткой (прямого (спереди назад) или обратного хода).
Применяются для котлов до 10—35 т/ч и выше. Топки с прямым ходом решётки чувствительны к качеству топлива. Основная проблема — неполнота сгорания топлива.

К движущемуся слою топлива можно подводить воздух неравномерно по ходу движения, чтобы на каждой стадии горения избыток воздуха был оптимален.
Горение твёрдого топлива всегда сопровождается выходом летучих газов. Если количество воздуха, поступающего сквозь слой, не очень велико, а толщина горящего слоя значительна, часть этих газов при недостатке окислителя (кислорода) не сгорает (при этом температура зоны повышается до 1500—1600 °C). Далее происходит восстановление углерода по формуле {\displaystyle \mathrm {CO_{2}+C=2CO} }. Полученная таким образом смесь газов при добавке вторичного воздуха может эффективно гореть, что, в частности, используется в топках своеобразной конструкции пиролизных котлов.
Если слоевая топка не перефорсирована (дутьё не слишком сильное), механический недожог составляет 1 — 5 %, но при попытке увеличить теплонапряжение увеличением дутья может достигать 50 %. Чтобы подать большее количество воздуха (интенсифицировать горение) и избежать уноса топлива (режима пневмотранспорта), дутьё организуют не из-под колосника, а сверху на слой топлива (верхнее дутьё). Колосник при этом нуждается в специальном охлаждении, что может быть реализовано выполнением его из труб, включённых в систему циркуляции котла.

### Топки с кипящим слоем
Иногда данные топки формально относят к слоевым, однако состояние топлива в них существенно отличается:41—-42. В восходящем потоке газа загрузка из твёрдых частиц может находиться в трёх состояниях:
- в покоящемся, когда скорость газа мала и он не может поднять частицы — характерен для слоевых топок;
- в режиме пневмотранспорта, когда частицы переносятся с быстрым потоком газа — в камерных топках;
- в псевдоожиженном состоянии при промежуточной скорости газа, когда он при прохождении через слой «раздвигает» частицы и увеличивает его толщину, понижая плотность, но не способен унести частицу за пределы слоя. Этот последний режим и создаётся в топках кипящего слоя.

В низкотемпературном (800—900 °C) кипящем слое весьма эффективно подавляется выделение оксидов азота и можно применить погружную поверхность, к которой исключительно высок коэффициент теплоотдачи (нагретые частицы топлива соприкасаются с ней непосредственно, и часть тепла передаётся не конвекцией, а теплопроводностью). Для регулировки температуры слоя во избежание шлакования можно вводить воду и пар, но в принципе из-за высокой абразивности этого слоя топки с его применением к шлакованию не склонны.
В кипящий слой вводят значительное количество инертных наполнителей. Доломит и известняк, например, связывают в карбонаты до 90 % оксидов серы:41. Топливом могут служить уголь (в том числе в виде остатков в золе от низкоэффективных котлов), горючий сланец, торф, древесные и иные отходы.
Топки кипящего слоя не чувствительны к качеству топлива в смысле его химического состава, но чувствительны к однородности фракционного состава частиц топлива и инертной засыпки. Горение в данных топках более интенсивное, чем в обычных слоевых, их габариты меньше; однако для них требуется создать воздухораспределительная решётка и вентилятор большей мощности. В числе других недостатков этого типа топок:
- вынос до 20—30 % всего углерода топлива (поэтому эти топки рекомендуют применять при возможности дожигания уноса размером 0—1 мм в рабочем пространстве котла);
- зашлаковывание межсоплового пространства и самих сопл воздухораспределительных колосниковых решеток при недостаточном динамическом напоре воздуха;
- очень большой абразивный износ теплопередающих поверхностей, особенно высокий у погружных[6].

Эффект интенсивного горения, аналогичный наблюдаемому при сжигании в кипящем слое, можно получить постоянным встряхиванием колосника с кусками топлива любого размера; но из-за снижения прочности металла колосника при высокой температуре этот способ сложно практически реализовать.
Топки кипящего слоя под давлением до 16 кгс/см² с глубокой очисткой газа от золы могут использоваться для организации работы газовых турбин на твёрдом топливе (в составе высоконапорного парогенератора ПГУ)

#### Циркулирующий кипящий слой
Эта технология промежуточная между обычным кипящим слоем и камерным сжиганием. Основная часть частиц при этом взвешена в кипящем слое, но дутьё несколько более сильное; циркуляция топлива идёт по всей высоте топки, и часть его выносится. Для улавливания за топкой присутствует горячий циклон, из которого твёрдые частицы возвращаются в зону горения. В циркулирующий кипящий слой (ЦКС) также дозированно добавляют известняк для подавления оксидов серы; оксиды азота в них также весьма низкие и не требуют специального улавливания. Влияние эрозии меньше, чем в обычной топке кипящего слоя. Выброс золы с газами небольшой (но требуется всё же установка электрофильтров). Недостатками являются большой расход электроэнергии на дутьё и большая сложность изготовления и автоматизации котлов ЦКС; в России они в настоящее время не выпускаются.

### Камерные (факельные) топки
Камерная топка выполненная обычно в виде прямоугольной призматической камеры состоящей из вертикальных стен, потолочного перекрытия и холодной воронки или пода, выложенных из огнеупорных материалов. На внутренних поверхностях К. т. размещают топочные экраны (изготовляемые из труб диаметром 32—76 мм, в которых циркулирует котловая вода), а также потолочный или настенный радиационный пароперегреватель (в паровых котлах). Топливо вводится в К. т. вместе с воздухом, необходимым для горения, через горелочные устройства, которые размещают на стенах топки, а также по её углам. Топливо сгорает в струе воздуха (в факеле). В таких топках сжигают твёрдое пылевидное топливо, а также газообразное и жидкое топливо. При сжигании пылевидного топлива часть золы уносится дымовыми газами из топки в газоходы котла; остальная часть золы выпадает из факела в виде капель шлака и удаляется из топки либо в твёрдом гранулированном виде, либо в жидком расплавленном виде, стекая с пода топки через летку в шлакоприёмное устройство, заполненное водой.
Схема камерной топки
Вихревая топка, или циклонная топка, — топка, в которой осуществляется спиральное движение газо-воздушного потока, несущего частицы топлива и шлака. Вихревые топки используются в качестве предтопков камерных топок на тепловых электростанциях и как технологические печи, например, для обжига медных руд. В вихревых топках частицы топлива поддерживаются во взвешенном состоянии за счёт несущей силы мощного вихря, вследствие чего в ней не выпадают даже крупные частицы (5—10 мм и более). В современных Вихревых топках сжигаются куски твёрдого топлива размером 2—100 мм при скорости струи подаваемого воздуха 30—150 м/сек.
Удержание мелких парусных частиц в топке до их глубокого выгорания наиболее эффективно можно организовать в циклонных топках. Эта схема сжигания была предложена в СССР в 30-е годы профессором Г. Ф. Кнорре.
Такие циклонные топки имели широкое распространение при организации пылеугольного сжигания в энергетических котлах. Особенностью применявшегося подхода была организация жидкого удаления шлака за счёт поддержания в циклонной топке высоких, до 1700—1800 °C, температур. При этом частицы топлива прилипают и выгорают в медленно стекающей по стенкам топки плёнке жидкого шлака.

## В культуре

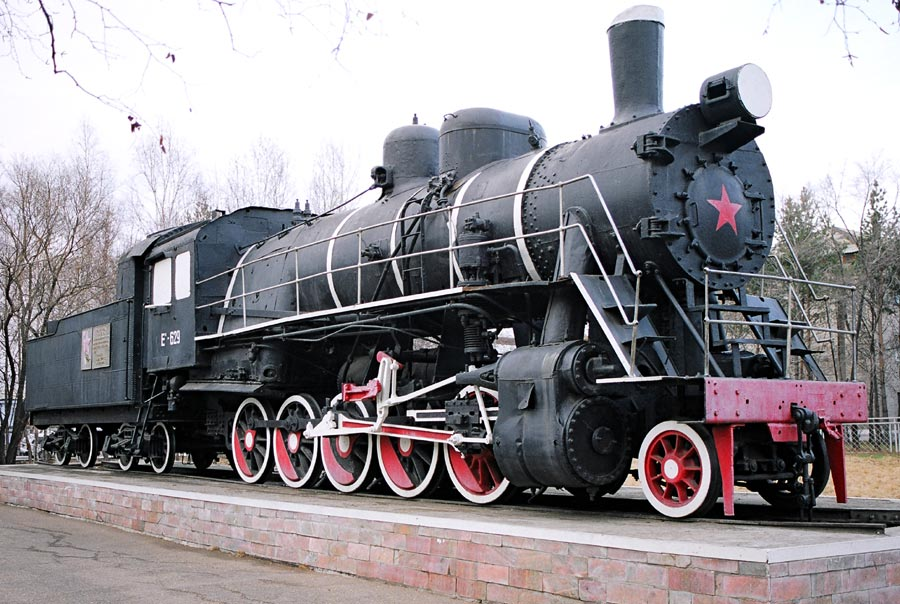
Паровоз Е^{л}−629, в топке которого были сожжены Лазо, Сибирцев и Луцкий (Уссурийск)

- В 1920 году революционеры, борцы за Советскую власть на Дальнем Востоке Сергей Лазо, Всеволод Сибирцев и Алексей Луцкий (по официальной советской версии) были сожжены японскими интервентами в топке паровоза Ел−629.
- В интернет-сленге слово «топка» обозначачает «корзину», место, куда отправляется всё ненужное. Призыв "В топку!" (или Фтопку!) означает отрицательное отношение к предмету, предложение уничтожить его или убрать с глаз долой.